# Заставля
Заставля (укр. Заставля) — село в Дунаевецком районе Хмельницкой области Украины.
644 человека зарегистрировано по состоянию на начало 2025 года. Население по переписи 2001 года составляло 756 человек. Почтовый индекс — 32443. Телефонный код — 3858. Занимает площадь 1,159 км². Код КОАТУУ — 6821889502.

## Местный совет
32442, Хмельницкая обл., Дунаевецкий р-н, с. Чаньков